# Sdružení karibských států

Mapa světa s vyznačením ACS

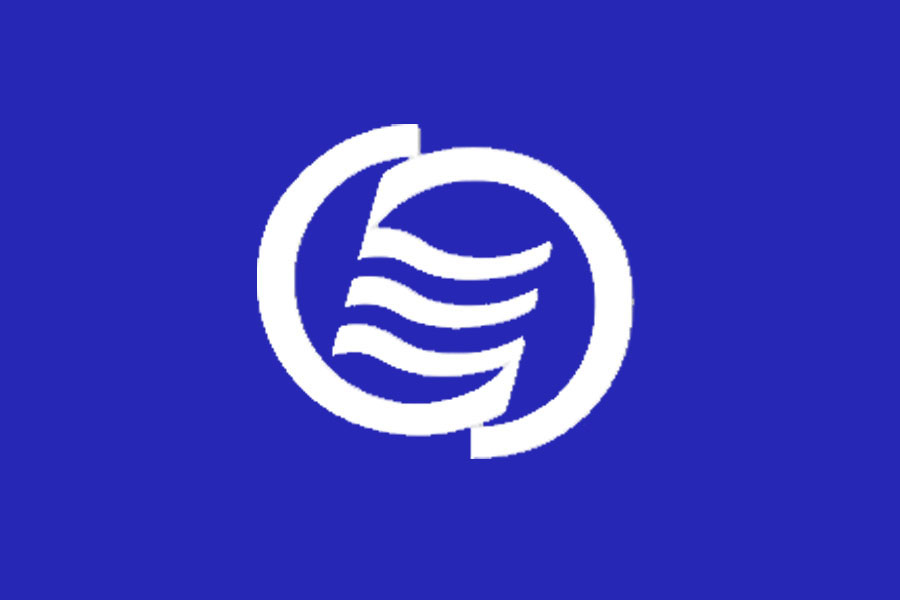
vlajka ACS-AEC

Sdružení karibských států (zkratka ACS-AEC) je regionální sdružení států Střední Ameriky a Karibiku. Vzniklo v roce 1994 a jeho hlavní sídlo je ve městě Port of Spain. Oficiální jazyky organizace jsou španělština, angličtina a francouzština. Organizace si vytyčila několik oblastí působnosti, kterým se intenzivně věnuje. Jsou to podpora trvale udržitelného turismu, boj s přírodními pohromami (prevence, varovný systém, snižování rizik), obchod, doprava a vytvoření Komise Karibského moře. Sdružení je jedním z pozorovatelů Valného shromáždění OSN.

## Členské a přidružené státy
ACS-AEC sestává z 25 členských států (všechny nezávislé státy v regionu Střední Ameriky a Karibiku) a několika přidružených území.
| Členské státy \| - Antigua a Barbuda - Bahamy - Barbados - Belize - Dominika - Dominikánská republika - Grenada - Guatemala - Guyana - Haiti - Honduras - Jamajka - Kolumbie \| \| - Kostarika - Kuba - Mexiko - Nikaragua - Panama - Salvador - Surinam - Svatá Lucie - Svatý Kryštof a Nevis - Svatý Vincenc a Grenadiny - Trinidad a Tobago - Venezuela \| |  | Přidružené státy - Aruba - Curaçao - Svatý Martin - Nizozemsko (Karibské Nizozemsko) - Francie - Guadeloupe - Francouzská Guyana - Martinik - Svatý Martin - Svatý Bartoloměj - Britské Panenské ostrovy |
| - Antigua a Barbuda - Bahamy - Barbados - Belize - Dominika - Dominikánská republika - Grenada - Guatemala - Guyana - Haiti - Honduras - Jamajka - Kolumbie |  | - Kostarika - Kuba - Mexiko - Nikaragua - Panama - Salvador - Surinam - Svatá Lucie - Svatý Kryštof a Nevis - Svatý Vincenc a Grenadiny - Trinidad a Tobago - Venezuela                                  |